# Hemolimfa
Hemolimfa és el fluid intern equivalent a la sang en alguns invertebrats. Tenen hemolimfa tots els artròpodes la majoria dels mol·luscs amb un sistema circulatori obert. En tots aquests animals no hi ha distinció entre la sang i el líquid intersticial i l'hemolimfa està a tot l'interior del cos.

## Composició de l'hemolimfa
- Aigua
- Sals inorgàniques (especialment Na+, Cl-, K+, Mg2+, i Ca2+)
- Components orgànics (majoritàriament glúcids, proteïna, i lípids)
- Hemocianina com transportador d'oxigen (en lloc de l'hemoglobina dels vertebrats)
- Hemocits: cèl·lules que floten lliurement i amb un paper immunològic en els artròpodes.